# Palotás István
Palotás István, Pavnicza (Budapest, 1907. november 13. – Debrecen, 1987. október 1.(k. n.)) válogatott labdarúgó, fedezet, edző.

## Pályafutása

### Klubcsapatban
A labdarúgást a Fővárosi TK-ban kezdte az 1920-as évek elején. 1924-ben a BAK-ba igazolt. 1931-től a Bocskai FC játékosa lett. Technikás jobbfedezett volt. Pontos átadásaival emelkedett ki.

### A válogatottban
1933 és 1937 között 8 alkalommal szerepelt a válogatottban. Tagja volt az 1934-es olaszországi világbajnokságon részt vevő csapatnak. Ekkor derült ki a lengyel származású játékosról, hogy lengyel állampolgár is. Állampolgári esküt kellett tennie, csak így lehetett a keret tagja.

## Edzőként
Játékos pályafutása után a Bocskai FC edzője lett, a csapat feloszlatásáig. Ezt követően edzősködött Nyíregyházán, Tiszalökön és Debrecenben több csapatnál is. A DVSC 1945-ben és 1949-ben az ő irányítása mellett jutott fel az első osztályba. A Debreceni Honvéddal 1958-ban hadseregbajnokságot nyert. Utoljára a DEAC edzője volt. 1948-tól 1965-ig  a Hajdú-Bihar megyei edzőbizottság elnöke volt.

## Sikerei, díjai
- A testnevelés és a sport érdemes dolgozója

## Statisztika

### Mérkőzései a válogatottban
| Magyarország | Magyarország      | Magyarország                    | Magyarország  | Magyarország | Magyarország | Magyarország    | Magyarország | Magyarország |
| #            | Dátum             | Helyszín                        | Hazai         | Eredmény     | Vendég       | Kiírás          | Gólok        | Esemény      |
| ------------ | ----------------- | ------------------------------- | ------------- | ------------ | ------------ | --------------- | ------------ | ------------ |
| 1.           | 1933. július 2.   | Stockholm                       | Svédország    | 5 – 2        | Magyarország | barátságos      | -            | 39'          |
| 2.           | 1933. október 22. | Budapest, Üllői úti pálya       | Magyarország  | 0 – 1        | Olaszország  | Európa-kupa     | -            |              |
| 3.           | 1934. március 25. | Szófia                          | Bulgária      | 1 – 4        | Magyarország | vb-selejtező    | -            |              |
| 4.           | 1934. április 29. | Prága                           | Csehszlovákia | 2 – 2        | Magyarország | Európa-kupa     | -            |              |
| 5.           | 1934. május 27.   | Nápoly (ITA)                    | Magyarország  | 4 – 2        | Egyiptom     | vb-nyolcaddöntő | -            |              |
| 6.           | 1934. május 31.   | Bologna (ITA)                   | Ausztria      | 2 – 1        | Magyarország | vb-negyeddöntő  | -            |              |
| 7.           | 1935. április 14. | Zürich                          | Svájc         | 6 – 2        | Magyarország | Európa-kupa     | -            |              |
| 8.           | 1937. május 9.    | Budapest, Hungária körúti pálya | Magyarország  | 1 – 1        | Jugoszlávia  | barátságos      | -            |              |
|              | Összesen          |                                 |               | 8            | mérkőzés     |                 | 0            | gól          |